# Pierre Welander
Raymond Pierre Louis Sinerce Welander, född 25 december 1925 i Nice, död 21 april 1996 i Seattle, var en svensk-amerikansk fysiker och oceanograf.
Welander växte upp i Stockholm, blev filosofie doktor vid Stockholms högskola 1954 på avhandlingen A Theoretical Study of the Temperature Jump Phenomenon och docent i teoretisk fysik med mekanik där samma år. Efter att ha bedrivit forskning där under Carl-Gustaf Rossby blev han biträdande professor i oceanografi vid Göteborgs universitet 1969 (t.f. 1966) och professor i oceanografi vid University of Washington i Seattle 1975. Han invaldes som ledamot av Vetenskaps- och vitterhetssamhället i Göteborg 1966. Han tilldelades Rossbypriset 1991.